# 诗书街道
诗书街道，是中华人民共和国广东省广州市越秀区一个已撤销的街道办事处。
2012年时，下辖10个社区：观绿社区、七株榕社区、温良里社区、白薇社区、通宁道社区、枣子巷社区、三元巷社区、福地巷社区、陶家巷社区、祝寿巷社区。2013年2月8日，广州市人民政府批复同意撤销诗书街道，将其所辖行政区域划归光塔街道。